# フロリダ海峡

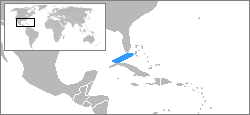
フロリダ海峡

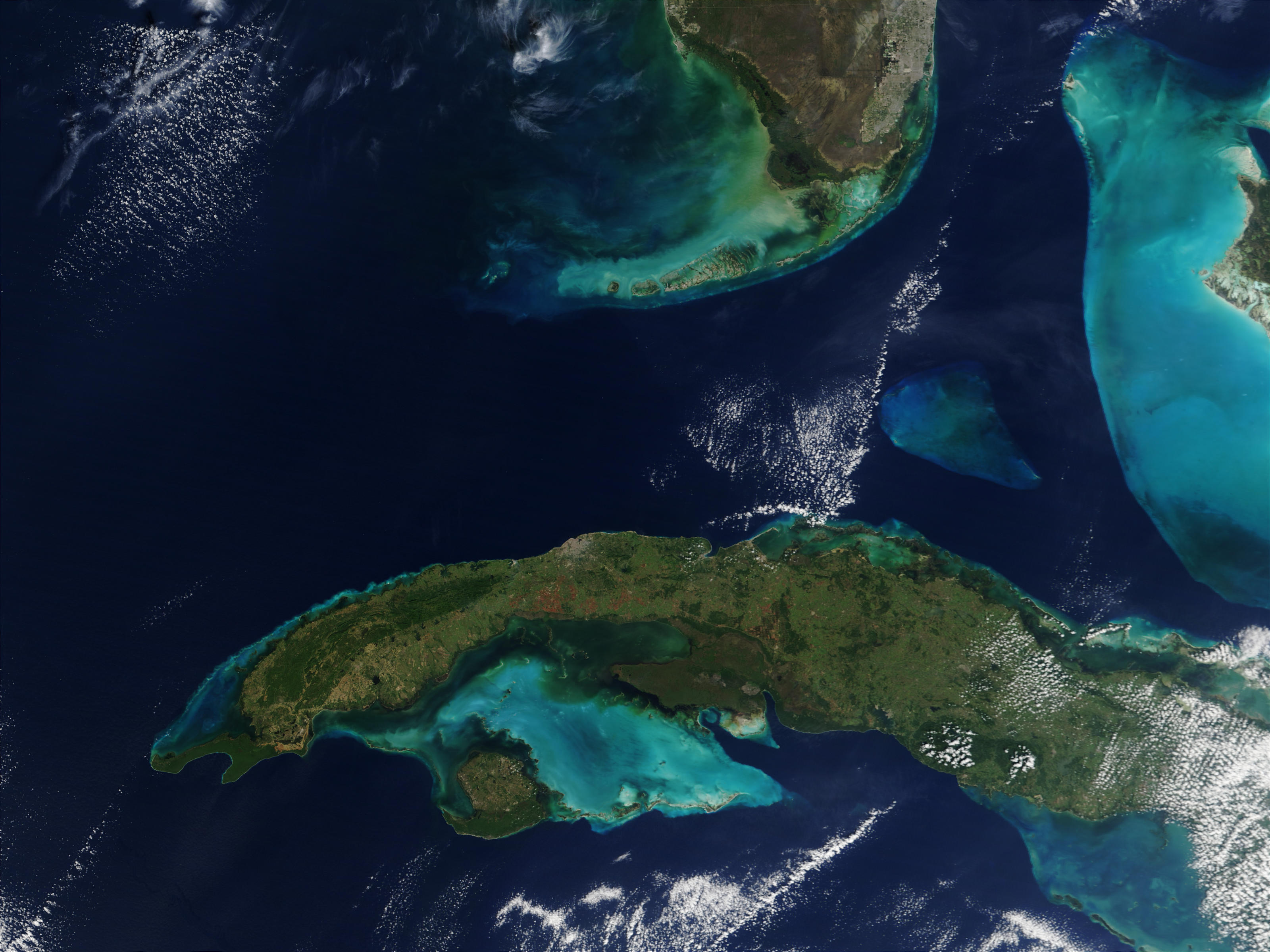
宇宙から撮影したフロリダ海峡

フロリダ海峡（フロリダかいきょう、Straits of Florida）は、アメリカ合衆国フロリダ州のフロリダキーズとキューバ共和国との間の海峡。メキシコ湾と大西洋をつないでいる。また、メキシコ湾流の源のフロリダ海流が流れている。
座標: 北緯23度56分03秒 西経80度55分33秒 / 北緯23.93417度 西経80.92583度